# Parole magiche - La storia di J.K. Rowling
Parole magiche - La storia di J.K. Rowling (Magic Beyond Words: The J.K. Rowling Story) è un film per la televisione biografico del 2011 diretto da Paul A. Kaufman e basato sul libro J.K. Rowling A Biography di Sean Smith, una biografia non autorizzata della scrittrice J. K. Rowling.

## Trama
4 novembre 2001. È il giorno dell'anteprima mondiale del film Harry Potter e la pietra filosofale; la scrittrice J.K. Rowling è molto tesa perché non ha idea di come comportarsi con i numerosi e illustri ospiti, ma il marito Neil Murray le dà coraggio ricordandole che è la sua serata e ha il diritto di sentirsi orgogliosa. Joanne, prima di scendere dalla limousine, inizia a ripercorre la propria storia dall'infanzia fino a questo momento.
Tutshill, Inghilterra - 1973. Joanne è una bambina molto fantasiosa; vorrebbe diventare una scrittrice e si diverte a giocare alle streghe con la sorella minore Diane. Inizia a frequentare la scuola elementare, ma il primo giorno va male a causa del risultato disastroso ottenuto in un compito di matematica e di una presa in giro dei compagni di classe, ma la madre Anne cerca di tirarle su il morale.
Liceo Wyedean Comprehensive - 1980. Il professore di chimica John Nettleship rimprovera Joanne perché la vede spesso con la testa tra le nuvole, ma avendone intuito il talento le suggerisce di prendere in considerazione la carriera letteraria, anche se Joanne minimizza definendolo niente più di un hobby. Joanne viene presa di mira da una bulla, ma viene aiutata da Sean Harris, col quale poi stringe amicizia. Anne, mentre cura una ferita di Joanne provocatole dalla bulla, ha un malore e viene trasportata d'urgenza in ospedale, dove le viene diagnosticata la sclerosi multipla.
1982. Mentre Joanne (nel frattempo nominata capoclasse) e Sean, a bordo di una Ford Anglia, sostano vicino a un fiume, lei gli rivela di aver inviato una candidatura all'Università di Oxford, ritenendolo il posto migliore al mondo per gli scrittori. Alla festa per la promozione di Joanne, a Diane tremano le mani a causa della malattia; inoltre, Joanne riceve una lettera con cui l'Università di Oxford comunica il respingimento della sua candidatura, che Anne e Peter ritengono sia dovuto al fatto che la figlia abbia frequentato una scuola pubblica, dato che non potevano permettersene una privata.
Università di Exeter - 1987. Joanne segue il consiglio dei genitori, i quali sperano per lei in un percorso che le permetta un sostentamento economico sicuro, mette da parte il sogno di diventare una scrittrice e si laurea in lingue.
Londra - 1990. Joanne, che lavora per Amnesty International, spiega per telefono alla madre di avere il blocco dello scrittore; il suo superiore capisce che non è realmente contenta di stare lì e le suggerisce di fare ciò che davvero desidera, ma Joanne risponde che non possibile perché non è qualcosa di pratico. Mentre Joanne ripensa ad alcuni eventi del passato, inizia finalmente ad avere delle idee per il suo primo romanzo. Joanne torna a casa per le vacanze natalizie; la madre, ormai costretta a stare sulla sedia a rotelle, sprona Joanne a non lasciarsi scappare ciò che la fa stare bene. Purtroppo, pochi giorno dopo Peter comunica alla figlia che Anne è deceduta. Dopo la veglia funebre, Joanne ha un ulteriore crollo emotivo quando scopre che la madre aveva conservato una storia che lei aveva scritto quando era appena una bambina.
Porto, Portogallo - 1991. Dopo aver letto un annuncio sul giornale, Joanne si trasferisce in Portogallo per insegnare inglese a degli adulti, alloggiando in un appartamento con le coinquiline Aine e Jill. Una sera Joanne accetta di seguire le due in un locale, e qui incontra il giornalista Jorge Arantes, che inizia subito a corteggiarla, e poco dopo iniziano a frequentarsi. Diane comunica alla sorella che il loro padre sta per risposarsi con la sua segretaria Janet, che ha due figli e sta per divorziare. Un giorno Joanne vede Jorge mentre flirta con un'altra ragazza ed è intenzionata a lasciarlo; Jorge però le chiede perdono e i due si sposano il 16 ottobre 1992, poco prima che lui parta con l'esercito per otto settimane. Jorge torna in anticipo perché quelli del giornale hanno dato il lavoro a un'altra persona, così diventa disoccupato, e venire a sapere che Joanne è incinta riesce solo ad acuire il suo nervosismo.
Agosto 1993. Seppur Jessica sia nata da poco, Aine consiglia a Joanne di lasciare Jorge dicendole che da quando lo ha sposato è sempre triste, ed è meglio farlo adesso rispetto a quando Jessica sarà grande. Purtroppo però Jorge, che ha concluso il servizio militare e passa le sere fuori a bere, assume un comportamento sempre più molesto, tanto che una sera scoppia una violenta lite dove alla fine Jorge sbatte Joanne fuori dal condominio; i vicini chiamano la polizia, fermano Jorge e consentono a Joanne di recuperare la figlia e gli appunti del proprio romanzo. Joanne decide quindi di lasciare il Portogallo.
Edimburgo - Dicembre 1993. Joanne è costretta ad andare in un ufficio per la previdenza, ma le viene concesso un sussidio di sole 69 sterline a settimana. Benché ancora senza lavoro, Joanne, momentaneamente ospitata dalla sorella e dal cognato, riesce a farsi assegnare un appartamento che arreda grazie ai mobili offerti dagli amici. Si presentano altri problemi economici e Joanne si sfoga con Diane, alla quale mostra le bozze di quella che vuole far diventare una serie composta da sette libri, facendole poi leggere quelle del primo volume, che deve ancora rifinire. Intanto, ottiene ufficialmente il divorzio. Joanne acquista una macchina per scrivere e finalmente completa il primo romanzo, che intitola Harry Potter e la pietra filosofale e invia all'agenzia letteraria diretta da Christopher Little. Nel frattempo, Joanne ottiene un lavoro come insegnante in una scuola elementare. Seguendo un suggerimento di Little, Joanne adotta come nome di penna J.K. Rowling, poiché si ritiene che i ragazzini non siano molto propensi a leggere libri scritti da donne. Il romanzo viene inviato a svariate case editrici, ma dopo altrettanti rifiuti è la Bloomsbury, che ha appena aperto una sezione per bambini, ad accogliere il libro e a pubblicarlo.
1994. Harry Potter e la pietra filosofale viene finalmente pubblicato, e il passaparola positivo ne fa aumentare notevolmente la tiratura; tra l'altro, Little riesce a far pubblicare il romanzo negli Stati Uniti d'America dalla Scholastic Books, ottenendo i diritti di pubblicazione con la cifra più alta mai pagata per un libro per bambini, ben 105mila dollari.
4 novembre 2001. Tornata a casa dopo l'anteprima, Joanne immagina di vedere in uno specchio il riflesso della madre, e poi legge a Jessica alcune pagine del classico per l'infanzia Il vento tra i salici, che a sua volta Anne era solita leggere a Joanne.

## Produzione
Il lungometraggio è stato ritenuto poco brillante dalla critica perché la Rowling non ha preso parte al progetto. Nonostante ciò il film mostra molte scene importanti della vita della scrittrice, come la morte della madre e il divorzio dal primo marito violento.
Nonostante gli attori del film usino un buon accento british, il film presenta parole in "inglese americano".

## Riconoscimenti
Il film ha vinto un Canadian Screen Awards nel 2013 per la categoria miglior serie televisiva o film tv drammatico.